# Кубок Наследного принца Катара 2006
Кубок Наследного принца Катара 2006 — 12-й розыгрыш Кубка Наследного принца Катара, проходивший с 16 по 22 апреля. В соревновании приняли участие 4 лучшие команды Катара по итогам Лиги звёзд Катара 2005/2006.

## Участники
- Ас-Садд : чемпион Лиги звёзд Катара 2005/2006
- Катар СК : 2-е место в Лиге звёзд Катара 2005/2006
- Аль-Араби : 3-е место в Лиге звёзд Катара 2005/2006
- Эр-Райян : 4-е место в Лиге звёзд Катара 2005/2006

## Детали матчей

### 1/2 финала
| Ас-Садд                               | 2 – 0 | Эр-Райян                |
| ------------------------------------- | ----- | ----------------------- |
| Халфан Ибрахим 45′ · Эмерсон Шейх 67′ |       | Абдулла Аль-Марзуки 79' |

| Аль-Араби                 | 1 – 2 | Катар СК                                      |
| ------------------------- | ----- | --------------------------------------------- |
| Фабио Сезар Монтезине 76′ |       | Себастьян Сория 68′ · Имад Али Аль-Хосени 82′ |

| Катар СК                                                            | 3 – 3 | Аль-Араби                               |
| ------------------------------------------------------------------- | ----- | --------------------------------------- |
| Амеан Аль-Рабати 17′ · Имад Али Аль-Хосени 35′ · Али бин Арабиа 45′ |       | Валид Хамза 5′, 78′ · Абделила Фахми 8′ |

| Эр-Райян                  | 2 – 1 | Ас-Садд        |
| ------------------------- | ----- | -------------- |
| Бучаиб Эль-Мубарки 3′, 7′ |       | Али Нассер 33′ |

### Финал
| Катар СК        | 1 – 2 | Ас-Садд                                                      |
| --------------- | ----- | ------------------------------------------------------------ |
| Аала Хубаил 25′ |       | Карлос Тенорио 5′ · Эмерсон Шейх 50′ · Абдулла Аль-Брейк 59' |

| Кубок Наследного принца Катара Победитель 2006 |
| ---------------------------------------------- |
| Ас-Садд 3-й титул                              |